# Mulay Abd al-Hafiz
Mulay ʿAbd al-Ḥafīẓ (in arabo عبد الحفيظ‎?; Fès, 1875 – Enghien-les-Bains, 4 aprile 1937) è stato un sultano marocchino.
Appartenente alla dinastia degli Alawidi, salì al trono nel 1908 dopo l'abdicazione di suo fratello minore Mulay ʿAbd al-ʿAzīz. Capo della fazione antifrancese, fu costretto a firmare il trattato di Fez il 30 marzo 1912, in conseguenza del quale il Marocco divenne un protettorato francese, e ad abdicare, dopo solo 4 anni di regno, in favore di suo fratello Yusuf ben Hassan.
Fu iniziato alla Massoneria durante il suo esilio in Spagna, nella loggia Union Hispano-Americana, appartenente al Grande Oriente di Spagna. Nel 1931 il suo nome è stato dato a una loggia di Tangeri all'origine del Grande Oriente del Marocco.